# Palaeoarthrodendron
Palaeoarthrodendron es un género de foraminífero bentónico invalidado por ser considerado nombre superfluo de Arthrodendron de la familia Aschemocellidae, de la superfamilia Hormosinoidea, del suborden Hormosinina y del orden Lituolida. Su especie tipo era Arthrodendron diffusum. Su rango cronoestratigráfico abarcaba el Liásico (Jurásico inferior).

## Discusión
Clasificaciones previas incluían Palaeoarthrodendron en el suborden Textulariina del orden Textulariida o en el orden Lituolida sin diferenciar el suborden Hormosinina.

## Clasificación
Palaeoarthrodendron incluía a la siguiente especie:
- Palaeoarthrodendron diffusum †